# Nikola Mirković
Nikola Mirković (kyrillisk: Никола Мирковић; født 26. juli 1991) er en serbisk fodboldmålmand, der i øjeblikket spiller for SønderjyskE i den danske Superliga. 

## Karriere

### SønderjyskE
Den 28. januar 2019 kom Mirkovic på prøve i SønderjyskE og sluttede sig til holdet, som på daværende tidspunkt var i Tyrkiet. Prøvetræningen gik godt, og klubben meddelte den 6. februar 2019, at de havde underskrevet med målmanden for resten af 2019.

## Titler

### Klub
SønderjyskE
- Sydbank Pokalen: 2020